# Élection présidentielle indienne de 2017
Cette page contient des caractères d'alphasyllabaires indiens. En cas de problème, consultez Aide:Unicode.
L'élection présidentielle indienne de 2017 a lieu le 17 juillet 2017 afin d'élire au suffrage indirect le quatorzième président de l'Inde pour un mandat de cinq ans.
Il s'agit de la quinzième élection du genre depuis la proclamation de la République en 1950. Le chef de l'État indien, qui détient des prérogatives essentiellement honorifiques, est élu au suffrage indirect par un collège électoral composé des membres du Parlement et des représentants délégués par les législatures des États indiens. Chaque électeur dispose d'une voix dont le « poids » dépend de sa fonction et de la population de son État d'origine.
Le candidat soutenu par la coalition gouvernementale de l'Alliance démocratique nationale, Ram Nath Kovind, remporte l'élection présidentielle. Second président dalit après Kocheril Raman Narayanan, succède le 25 juillet 2017 à Pranab Mukherjee, issu pour sa part du Congrès, donnant ainsi lieu à une alternance.

## Système électoral
Le Président de l'Inde est élu pour un mandat de cinq ans au vote à second tour instantané par un collège électoral composé des membres de la Lok Sabha et de la Rajya Sabha, respectivement chambre basse et chambre haute du Parlement, ainsi que ceux des Assemblées législatives de chacun des 29 États et des territoires de Delhi et de Pondichéry,.
Les votes sont pondérés en attribuant à chaque vote un « poids » en nombre de voix, selon deux principes. D'une part, le total des voix des membres du Parlement doit être égal à celui des voix des membres des législatures des États. D'autre part, le nombre de voix attribuées aux membres des législatures des États doit correspondre au poids démographique de chacun de ces derniers. 
Pour ce faire, la population de chaque État est divisée par 1 000 puis ce chiffre est divisé par le nombre de députés de l'Assemblée législative, ce qui donne le nombre de voix données à chaque député de l'État. Les votes des membres du Parlement sont calculés en divisant le nombre de votes de tous les députés des États par le nombre de membres des deux chambres du Parlement.
Le mode de scrutin utilisé est le vote à second tour instantané. Les électeurs classent tout ou partie des candidats par ordre de préférence. Est alors élu le candidat qui recueille la majorité absolue des premières préférences. À défaut, le candidat arrivé en dernier est éliminé, et les secondes préférences de ses électeurs sont réparties aux autres candidats. L'opération est répétée jusqu'à ce qu'un candidat obtienne de manière cumulée la majorité absolue. Ce mode de scrutin permet ainsi l'élection d'un candidat en simulant plusieurs tours de scrutin, tout en ne requérant qu'un seul passage des électeurs aux urnes.

### Conditions de candidatures
Pour se présenter à l'élection, un candidat doit être âgé d'au moins trente-cinq ans révolus, détenir la citoyenneté indienne, être inscrit sur les listes électorales et ne pas avoir de fonction ou de rémunération sous le gouvernement de l'Inde ou de l'un de ses États ou territoires, à l'exception des postes de président, vice-président, gouverneur et ministre de l'Inde ou de l'un de ses États.
Un candidat doit également réunir les parrainages d'au moins cinquante membres du collège électoral, secondées par celles d'au moins cinquante autres membres, et s'acquitter d'une caution. Chaque membre du collège électoral ne peut parrainer qu'un seul candidat.

## Composition du collège
| États et territoires | Électeurs |
| -------------------- | --------- |
| Membres du Parlement | 748       |
| Andhra Pradesh       | 174       |
| Arunachal Pradesh    | 60        |
| Assam                | 126       |
| Bengale-Occidental   | 294       |
| Bihar                | 243       |
| Chhattisgarh         | 90        |
| Delhi                | 70        |
| Goa                  |           |
| Gujarat              | 182       |
| Haryana              | 90        |
| Himachal Pradesh     | 68        |
| Jammu-et-Cachemire   | 87        |
| Jharkhand            | 81        |
| Karnataka            | 225       |
| Kerala               | 140       |
| Madhya Pradesh       | 231       |
| Maharashtra          | 288       |
| Manipur              | 60        |
| Meghalaya            | 59        |
| Mizoram              | 40        |
| Nagaland             | 60        |
| Odisha               | 147       |
| Pendjab              | 117       |
| Pondichéry           | 30        |
| Rajasthan            | 200       |
| Sikkim               | 32        |
| Tamil Nadu           | 234       |
| Telangana            | 119       |
| Tripura              | 60        |
| Uttar Pradesh        | 403       |
| Uttarakhand          | 70        |
| Total (assemblée)    | 4 852     |

## Organisation
32 bureaux de vote sont ouverts au Parlement et dans les Assemblées législatives des États le 17 juillet 2017 de 10 h à 17 h. Le dépouillement a lieu le 20 juillet.

### Poids des partis politiques
| Alliance | Alliance                                                  | Parti                                                                              | Voix à la Lok Sabha                                       | Voix de Rajya Sabha                                       | Voix des assemblées législatives                          | Voix totales | Pourcentage |
| -------- | --------------------------------------------------------- | ---------------------------------------------------------------------------------- | --------------------------------------------------------- | --------------------------------------------------------- | --------------------------------------------------------- | ------------ | ----------- |
|          | NDA                                                       | BJP, SHS, TDP, LJSP, SAD, RLSP, AD, GFP, MGP AINRC, JKPDP, NPF, NPP, PMK, SDF, SWP | 237 888                                                   | 49 560                                                    | 239 923                                                   | 527 371      | 48,10 %     |
|          | Autres partis                                             | AIADMK,YSRCP, BJD, TRS & IND                                                       | 50 268                                                    | 20 532                                                    | 63 107                                                    | 133 907      | 12,20 %     |
|          | Gouvernement (y compris les soutiens extérieurs à la NDA) | Gouvernement (y compris les soutiens extérieurs à la NDA)                          | Gouvernement (y compris les soutiens extérieurs à la NDA) | Gouvernement (y compris les soutiens extérieurs à la NDA) | Gouvernement (y compris les soutiens extérieurs à la NDA) | 661 278      | 60,30 %     |
|          | UPA                                                       | Congrès, IUML, RSP, KC (M), DMK                                                    | 34 692                                                    | 46 020                                                    | 93 137                                                    | 173 849      | 15,90 %     |
|          | Autres partis                                             | AITC, PCI(M), NCP, SP, BSP, AAP, RJD AIUDF, INLD, JDS, JDU, JMM, AIMIM, PCI, JKNC  | 60 180                                                    | 47 436                                                    | 152 776                                                   | 260 392      | 23,80 %     |
|          | Opposition                                                | Opposition                                                                         | Opposition                                                | Opposition                                                | Opposition                                                | 434 241      | 39,70 %     |

## Candidats
Ram Nath Kovind, gouverneur du Bihar, a été désigné le 19 juin 2017 comme candidat par l'Alliance démocratique nationale, dont fait partie le Bharatiya Janata Party (BJP) du Premier ministre Narendra Modi,. Ram Nath Kovind est un leader dalit,, et fait partie du BJP,.
Le 22 juin 2017, les partis d'opposition annoncent la candidature de Meira Kumar, ancienne ministre et présidente de la Lok Sabha, également dalit et originaire du Bihar.

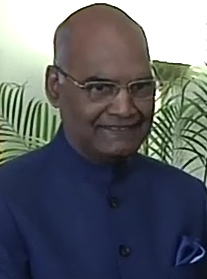
Ram Nath Kovind, candidat de la coalition gouvernementale.
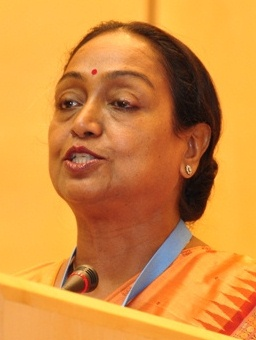
Meira Kumar, candidate de l'opposition.

D'autres personnalités ont été évoquées par la presse comme possibles candidats :
- l'ancien ministre Sushilkumar Shinde[18],[19] ;
- l'ancien vice-président de la Lok Sabha Kariya Munda[18] ;
- l'ancien gouverneur du Bengale-Occidental Gopalkrishna Gandhi[18] ;
- l'ancien ministre Sharad Pawar ;
- l'ancien Sadr-e-Riyasat du Jammu-et-Cachemire[20] Karan Singh[21],[22] ;

## Résultats
| Candidats                | Candidats                | Coalition                | Votes | Voix      | %     |
| ------------------------ | ------------------------ | ------------------------ | ----- | --------- | ----- |
|                          | Ram Nath Kovind          | NDA                      | 2 930 | 702 044   | 65,65 |
|                          | Meira Kumar              | UPA                      | 1 844 | 367 314   | 34,35 |
|                          |                          |                          |       |           |       |
| Votes valides            | Votes valides            | Votes valides            | 4 774 | 1 069 358 | 98,08 |
| Votes blancs et nuls     | Votes blancs et nuls     | Votes blancs et nuls     | 77    | 20 942    | 1,92  |
| Total                    | Total                    | Total                    | 4 851 | 1 090 300 | 100   |
| Abstention               | Abstention               | Abstention               | 135   | 8 603     | 2,71  |
| Inscrits / participation | Inscrits / participation | Inscrits / participation | 4 986 | 1 098 903 | 97,29 |

## Conséquences
Ram Nath Kovind est élu en obtenant 65,65 % des voix du collège électoral face à son adversaire, la candidate de l'Alliance progressiste unie (UPA), Meira Kumar.
Il entre en fonction le 25 juillet suivant. Ram Nath Kovind est le second président indien issu des dalits, communauté socialement et économiquement marginalisée, autrefois appelés "intouchables".